# 货币互换
货币互换是金融领域中的一种利率衍生品，是指使用不同貨幣的兩方在一定的期限内將各自的貨幣給對方，換回對方的貨幣，等到期限結束，双方再用對方存放在本方的貨幣換回存放在對方的本方貨幣。